# Danny Sullivan
Danny Sullivan (n. 9 martie 1950) a fost un pilot american de Formula 1 care a evoluat în Campionatul Mondial în sezonul 1983.